# Avsaltning

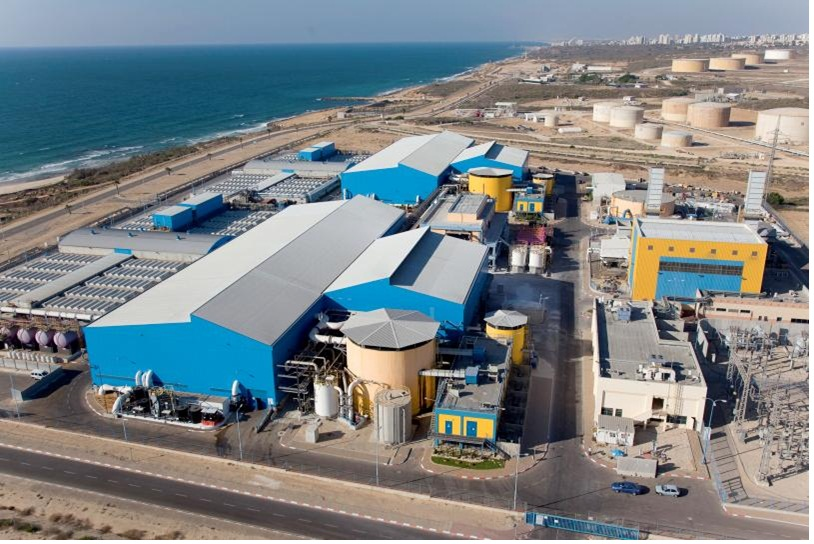
Avsaltningsanläggning i Ashkelon, Israel.

Avsaltning innebär att ta bort mineralsalter från havsvatten eller livsmedel. Avsaltning av havsvatten sker huvudsakligen med membranfilter, så kallad omvänd osmos, och kan användas för vattenförsörjning.

## Beskrivning
Avsaltning av havsvatten eller bräckt vatten sker i syfte att framställa dricksvatten eller vatten för andra ändamål. Två metoder är rådande: destillation och omvänd osmos. På senare år har de metoder som nämnts ovan förfinats och blivit effektivare, mycket tack vare oljeländerna i Mellanöstern. Oljeshejkerna har drivit utvecklingen framåt genom att finansiera stora anläggningar och städer mitt ute i öknarna. Endast havsvatten har funnits att tillgå, vilket har lett till att metoderna kring avsaltning har kunnat utvecklas. Även USA, Australien och Israel har varit ledande inom utvecklingen, då länderna på vissa platser endast har måttliga resurser av sötvatten. Större delen av världen är medvetna och kunskapen passerar över gränser genom biståndsprojekt och konsultuppdrag.
Man använder bl.a. vågkraftverk som avsaltningsanläggningar[källa behövs]. De ligger på rätt plats, nära strandområden där det finns brist på sötvatten. Att bidra till en utsläppsfri försörjning av färskvatten kan ju ses som en extra miljöfördel.

## Olika anläggningar

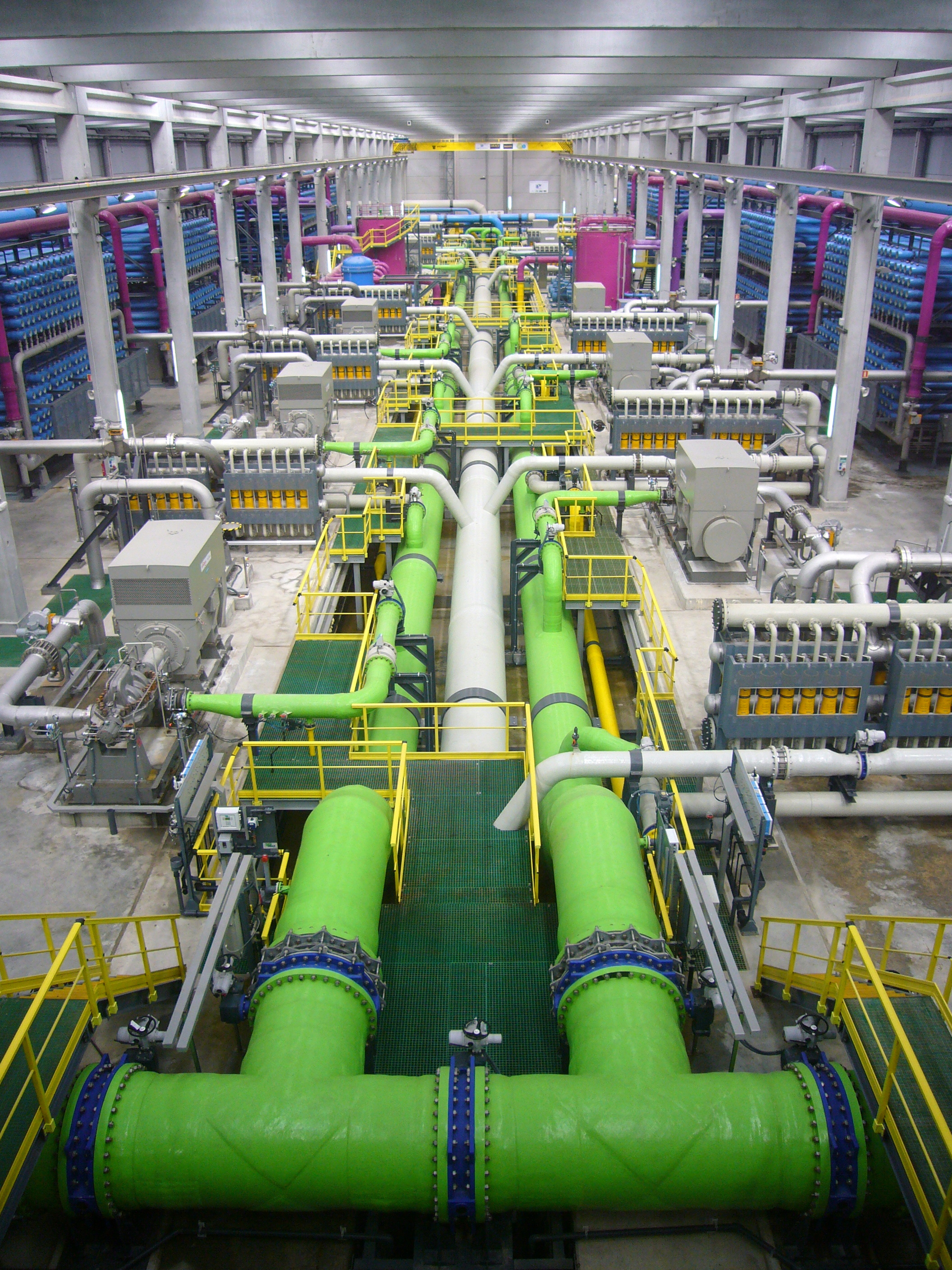
Avsaltningsanläggning i Barcelona, Spanien som använder omvänd osmos.
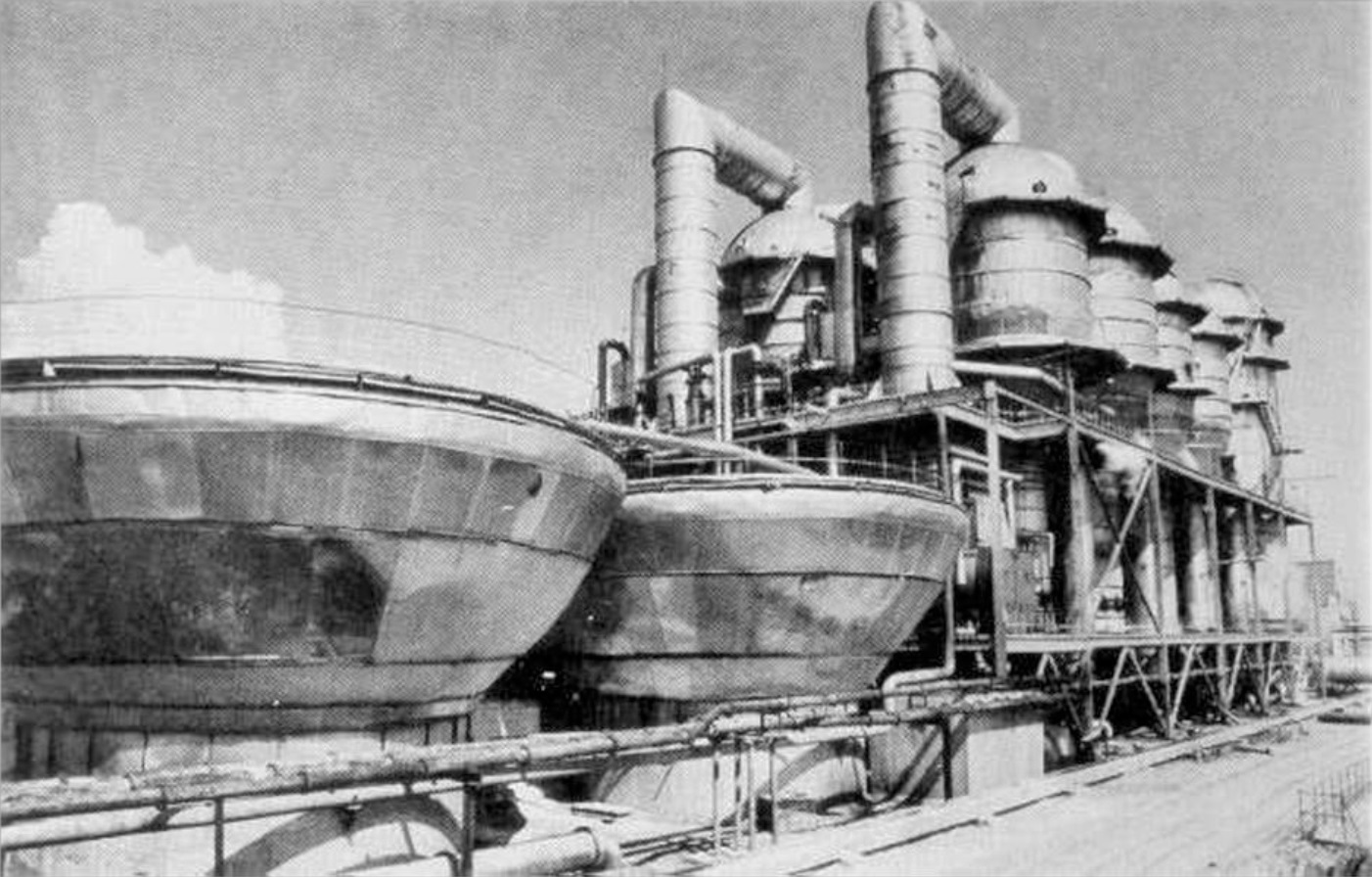
Shevchenko BN350 är en kärnkraftsdriven avsaltningsanläggning i Kazakstan.
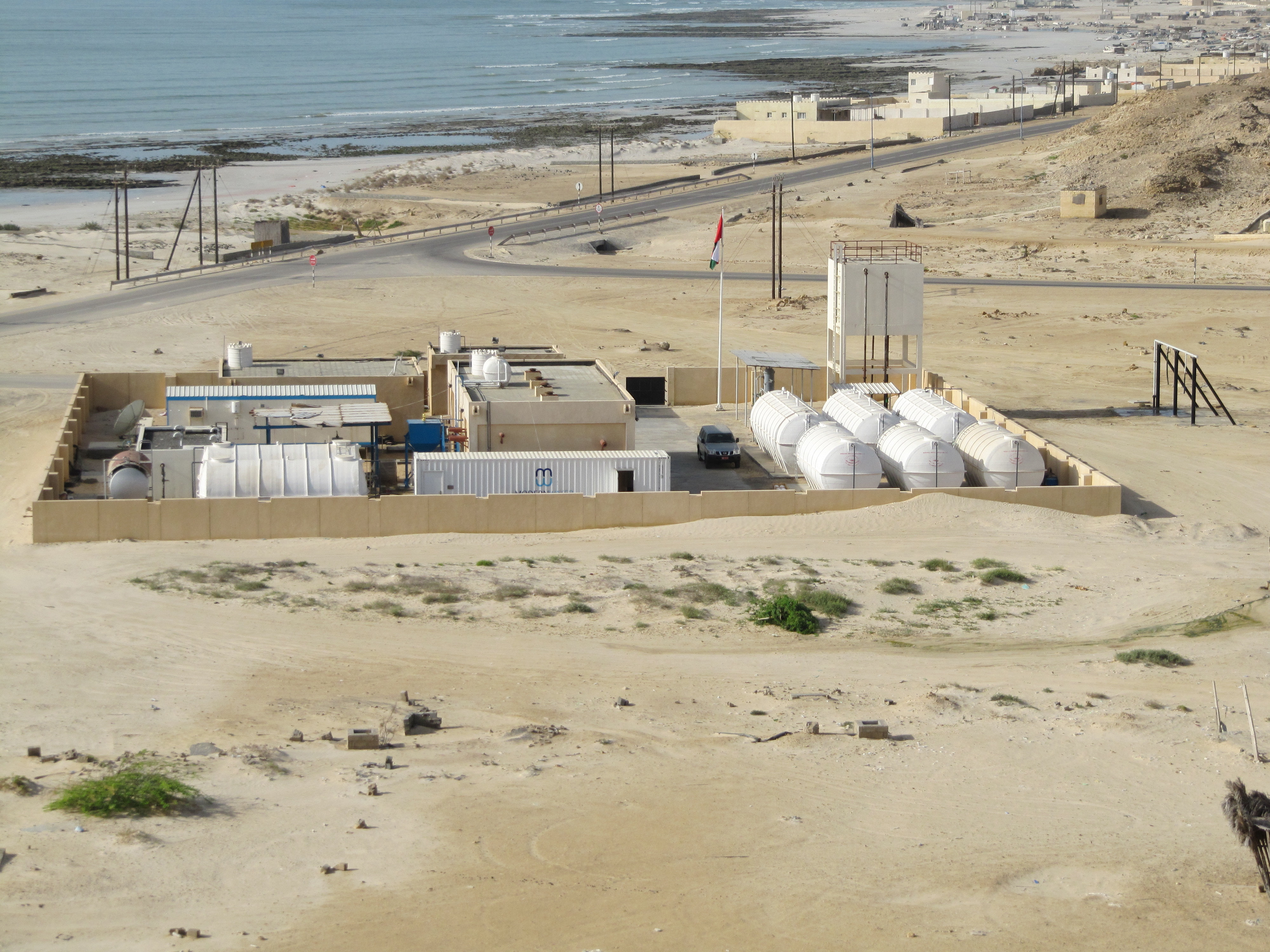
Avsaltningsanläggning i Oman.